# Bass house
El bass house es un género de la música electrónica que surgió a finales de la década de los 90, como resultado de la Fusión entre Bass y House, o con géneros derivados como Deep House, Tech House y Future House, y con influencias de otros géneros relacionados con el Bass, como Dubstep, Drum and Bass, Electro House, Tech House, Fidget House, Riddim, Footwork y Trap, también puede poseer influencias de Hip Hop.

## Características
Este género se caracteriza por estar compuesto de una base heredada del House, que puede ser hecha con Kicks, Claps o Snares, Rides, Hats o Hi-Hats muy notorios o de una base más compleja tipo breaks heredado de Breakbeat, y de Bajos distorsionados controlados por un “Low Frequency Oscillator” (LFO), especialmente Woobles, heredado del Bass. Uno de los Bajos es el Principal que es el que tiene la melodía, con bajones en el Pitch o con sonidos parecidos a los de Tech House o Future House, que determina el ritmo y otro el Complementario, que es el que acompaña a la melodía, dándole efectos notables. Este género usualmente oscila con pulsaciones que van de 125 a 128 bpm, pero también se lo puede encontrar a 140 bpm o a 130 bpm, este género contiene vocales que generalmente son de Pitch bajo. Se Considera que la primera canción de este género fue RIP Groove de Double 99 aunque, anteriormente, se habían hecho canciones House con influencias Bass, como A Bit Patchy de Switch, pero no fueron consideradas como bass house. Se pueden encontrar canciones aún más antiguas con influencias entre el Bass y House pero sin ser categorizadas con el género bass house.

## Origen
Desde los años 90 se estuvieron combinando estilos Bass y House, teniendo como resultado canciones que fueron cada vez más influenciadas por estos géneros pero no fueron consideradas canciones de un género específico sino que se lo designaba como un género u otro. Se Considera que la primera canción de este género fue RIP Groove de Double 99, publicada el 2 de julio de 2012 por Skint Records en YouTube, ya que contenía bajos distorsionados muy marcados y la base típica de House. Aunque anteriormente, se habían hecho canciones House con influencias Bass, como A Bit Patchy de Switch, pero no fueron consideradas como bass house, ya que tenía más afinidad por su parte Bass. Este género fue popularizado mundialmente luego de la canción de Jauz & Ephwurd, Rock the Party, en el año 2015, que presenta influencias Trap. Otro ejemplo de la influencia del Trap en el bass house está en la canción de Jauz & Ghastly, Ghosts N’ Sharks en el año 2016. Y de la Influencia del Future House en el bass house está en las canción de Jauz, Feel the Volume en el año 2014 y Deeper Love en el año 2015, además Feel the Volume presenta influencia del Trap. Un ejemplo de la influencia de Breakbeat en el bass house su puede escuchar en la canción Get Down de Jauz & Eptic, en la que usan una base que sale de lo que sería una base de House siendo de tipo Breaks.
Algunos de los artistas exponentes de este género son Jauz, Curbi, Ephwurd, Megalodon, Habstrakt, Eptic, Ghastly, Sciter, Holygunner, Dustycloud, Tchami, Netsky, JOYRYDE, Moksi, Godamn, Bellecour, R!OT, Michael White, Angel Obed, entre otros.